# Ivo Teichmann
Ivo Teichmann (* 22. Oktober 1967 in Dresden) ist ein deutscher Politiker (Bündnis Deutschland, zuvor SPD, AfD). Er war von 2019 bis 2024 Mitglied des Sächsischen Landtags.

## Leben
Teichmann absolvierte nach der Schule zunächst von 1984 bis 1986 eine Lehrausbildung zum Elektromonteur. Von 1988 bis 1990 schloss sich eine Ausbildung für die mittlere Beamtenlaufbahn an der Sächsischen Verwaltungsschule an. Diese ergänzte Teichmann ab 1991 durch ein Studium an der Fachhochschule der Sächsischen Verwaltung mit dem Abschluss Diplom-Verwaltungswirt (FH). Seitdem war Teichmann bis zum Einzug in den Landtag 2019 in der Landesverwaltung Sachsens tätig.
Teichmann wohnt in Königstein, ist verheiratet und hat zwei Kinder.

## Politik
Teichmann war von 1989 bis 2014 Gemeinderat in Königstein. Er trat 2004 als Kandidat für die Landtagswahl für die SPD an. 2009 trat er aus der SPD wieder aus.
Nach seinem Eintritt in die AfD im Jahr 2014 gewann er am 1. September 2019 bei der Landtagswahl in Sachsen 2019 das Direktmandat im Wahlkreis Sächsische Schweiz-Osterzgebirge 4 mit 36,7 Prozent der Direktstimmen gegen den bisherigen Landtagsabgeordneten Jens Michel mit 33,6 Prozent. Er zog als Abgeordneter für die AfD Sachsen in den Sächsischen Landtag ein.
Teichmann kandidierte am 12. Juni 2022 bei der Wahl des Landrates im Landkreis Sächsische Schweiz-Osterzgebirge und erreichte mit 23,9 % den zweiten Platz. Mit 54,4 % der Stimmen wurde der langjährige Landrat Michael Geisler (CDU) im Amt bestätigt.
Teichmann sprach sich gegen die COVID-19-Impfung aus und stritt die Wirksamkeit der Impfstoffe ab. Anfang Dezember 2021 musste er nach eigenen Angaben mit einer COVID-Infektion in einer Klinik beatmet werden. Auch anschließend zweifelte er den Schutz der Impfung vor schweren Krankheitsverläufen an.
Am 21. Dezember 2022 kündigte er seinen Austritt aus der AfD sowie aus den jeweiligen Landtags- und Kreistagsfraktionen an. Teichmann begründete dies mit einer mangelnden Abgrenzung der AfD zu Extremisten, diese verhindere auch eine Koalitionsfähigkeit. Außerdem beklagte Teichmann, er sei von Parteimitgliedern der AfD sabotiert worden.
Anfang Februar 2023 berichtete er über eine als „Stammtisch Pirna“ betitelte WhatsApp-Gruppe um Steffen Janich, der Teichmann allerdings selbst nicht angehörte. In der Gruppe wurden Umsturzfantasien und xenophobe Positionen geteilt.
Im März 2023 trat Teichmann der Partei Bündnis Deutschland (BD) bei. Bei der Landtagswahl 2024 kandidierte er für BD auf Listenplatz 4 und in seinem Wahlkreis Sächsische Schweiz-Osterzgebirge 4. Er konnte mit 194 Stimmen (0,6 %) sein Direktmandat nicht verteidigen. BD verpasste mit landesweit 0,3 % den Einzug in den Landtag.